# Étienne Juillard
Pour les articles homonymes, voir Juillard.
Étienne Juillard, né le 23 février 1914 à Paris et mort le 11 novembre 2006  à Hyères, est un géographe français de renommée internationale.

## Biographie
Il effectue ses études secondaires au lycée de Mulhouse, ville où son père exerçait comme médecin généraliste de la Caisse de maladie des chemins de fer. Il suit à Strasbourg le cursus de la licence d'histoire-géographie, présente en 1936 un diplôme d'études supérieures sur la morphologie de la Forêt-Noire, passe l'agrégation en 1937 et présente un doctorat ès Lettres en 1952 sur la vie rurale dans la plaine de Basse-Alsace. Henri Baulig (1877-1962), élève de Paul Vidal de La Blache et du géomorphologue W.M. Davis et qui a occupé une chaire de géographie à l'université de Strasbourg de 1928 à 1947, est sans conteste un de ses maîtres avec Emmanuel de Martonne (1873-1955).
Il enseigne au lycée de Nîmes de 1940 à 1944. De retour en Alsace après la guerre, il est nommé inspecteur régional des mouvements de jeunesse et chargé des questions de culture populaire au Rectorat de l'Académie de Strasbourg.
Dès 1945, il enseigne à l'IEP de Strasbourg, est nommé professeur à l'École normale de Strasbourg en 1947 et assistant de géographie à la Faculté de Strasbourg en 1949. Il devient maître de conférences de géographie à l'Université de Nancy en 1953 et professeur en 1954 à l'Université de Strasbourg où il enseigne jusqu'à son départ à la retraite en 1974.
II crée en 1959 le Laboratoire de Recherches Régionales, une des composantes du Centre de Géographie Appliquée. Le laboratoire devient unité associée au CNRS (ERA 214) en 1970 ; il en assure la direction jusqu'en 1974 avant d'en céder la responsabilité à Henri Nonn. Il fonde en 1960 l'Institut de Démographie de l'université de Strasbourg qu'il dirige jusqu'en 1964. Il est directeur de l'IEP de Strasbourg de 1965 à 1968 avant de diriger l'UER de Géographie de 1968 à 1973. Il est membre du Conseil Consultatif des Universités de 1963 à 1966 et de la section géographie du Comité National du CNRS de 1963 à 1966. Il fonde en 1948 l'Association géographique d'Alsace qu'il préside jusqu'en 1973.
Il a été appelé en consultation dans des organismes régionaux et nationaux d'aménagement du territoire – notamment la Commission de développement économique régional (CODER) de 1964 à 1968, le Comité d'Études et d'Action pour l'économie alsacienne, le Haut Conseil de l'aménagement du territoire et la Commission nationale d'aménagement du territoire (CNAT), le Conseil de l'Europe. Il donne également des cours et des conférences dans nombre d'universités étrangères (Belgique, Brésil, Canada, Portugal…), mettant souvent à profit ces invitations pour étudier divers problèmes géographiques des pays visités.
Il a été un des plus éminents spécialistes français de la géographie rurale en particulier sous ses aspects sociaux, mais aussi sous l'angle des rapports villes-campagnes. Par son article intitulé « La région, essai de définition » (Annales de géographie, 1962), il est l'un des promoteurs en France de l'analyse régionale à travers la promotion d'une géographie générale des espaces régionaux mettant en relief les aspects structuraux et évolutifs des espaces régionaux. Ses études ont en particulier porté sur les espaces régionaux européens. Il souligne l'importance des densités démographiques, des flux relationnels et des métropoles dans la constitution de trois grands types d'organisation régionale ; le type parisien, le type rhénan et le type intermédiaire, à divers stades d'évolution. La prise en compte des dimensions historiques dans la constitution des espaces et des paysages régionaux est une des caractéristiques fortes de ses analyses des espaces géographiques. Il est un des géographes majeurs de l'Alsace et dans une moindre mesure de la Lorraine et, à bien des égards, un précurseur des questions géographiques transfrontalières en particulier dans l'espace rhénan auquel il a consacré un de ses principaux ouvrages (L'Europe rhénane, 1968).
À la retraite, il consacre ses dernières années à des études originales sur divers aspects du développement géographique et environnemental du département du Var, avec entre autres une synthèse sur la transformation géographique du département de 1790 à 1990, et des articles sur la forêt des Maures et sur la croissance de Hyères.

## Œuvres
Principales publications :
- La vie rurale en Basse-Alsace dans la plaine de Basse-Alsace, Strasbourg, Le Roux, 1953
- L'Alsace. Le sol, les hommes et la vie régionale, Strasbourg, Dernières Nouvelles d'Alsace, 1963.
- L'économie du Canada, Paris, P.U.F., 1964.
- Problèmes alsaciens vus par un géographe, Paris, Ophrys, 1968.
- L'Europe rhénane, Paris, Colin, 1968.
- Les Régions de l'Est, Coll. "France de Demain" avec A. Blanc, J. Ray, M. Rochefort, Paris, 1970.
- L'urbanisation des campagnes, contribution méthodologique (en collaboration avec L.M. Coyaud), Centre de recherches d'urbanisme, Paris, 1973.
- La région : contribution à une géographie générale des espaces régionaux, Paris, Ophrys, 1974.
- L'Atlas de la France de l'Est, 1958-1962 et 1970-1975, Istra et Berger-Levrault, Strasbourg et Nancy.
- Histoire de la France rurale (sous la direction de G. Duby et A. Wallon), Tome III sous la direction d'E. Juillard, avec la collaboration de M. Agulhon, G. Dézert et R. Specklin, Le Seuil, Paris, 1976.
- Atlas et géographie de l'Alsace et de la Lorraine (la France Rhénane), Paris, Flammarion, 1977.
- La vie rurale dans la plaine de Basse-Alsace, essai de géographie sociale, 2e édition revue par Étienne Juillard, avril 1995

Inédits :
- Autour de Mulhouse à sa grande époque - Deux siècles d'histoire familiale (1730-1930), Hyères, 2001.
- Une jeunesse privilégiée, Souvenirs d'Étienne Juillard, Paris et Mulhouse, 1914-1930, Hyères, 2005.

Quelques articles originaux sur le département du Var :
- « La Côte des Maures - Son évolution économique et sociale depuis 100 ans, étudiée dans la région de Saint-Tropez », Extrait de la Revue de Géographie alpine, Tome XLV, 1957, Fascicule 2, pages 289-350.
- « Heurs et malheurs d'une forêt méditerranéenne. La Forêt des Maures », Forêt méditerranéenne, tome VI no 1, 1984, pages 53–56.
- « Climatisme et accessibilité. Les deux époques de la croissance de Hyères (Var) aux 19e et 20e siècles ». Mélanges offerts au professeur Sporck, Liège, Séminaire de Géographie 1987, pages 608-615.
- « Le département du Var 1790-1990. Métamorphoses d'un territoire », Études régionales, Archives des Alpes Maritimes, no 2, 1991, pages 97–137.

## Source partielle
- Nécrologie importante dans les DNA du 14 novembre 2006